# Lucas Basualdo
Lucas Gonzalo Basualdo Reydó (La Plata, Provincia de Buenos Aires, Argentina, 2 de febrero de 1988) es un futbolista argentino. Juega como defensa central y su equipo actual es el San Luca de la serie D Italia. Tiene 37 años.

## Trayectoria deportiva
Basualdo empezó su carrera en  Club Gimnasia y Esgrima de La Plata. Luego siguió su formación en la vereda de enfrente, pasando al Club Estudiantes de La Plata hasta la sexta división juvenil (inclusive),y de la quinta hasta reserva en el Arsenal Futbol Club , formando parte del selectivo y a su vez entrenando con el plantel de primera división campeón de la Copa Sudamericana 2007.
Marchó hacia Europa en el año 2008, y estuvo dos temporadas en el fútbol español.
Club Lemos y Verín C. F. respectivamente.
En enero de 2010, Basualdo firmó un contrato de un año, que lo llevaría a Corea del Sur a la k-league como una transferencia de invierno para el Daegu Football Club. Siendo el único argentino en ese inicio de temporada.
En el año 2011 nuevamente en Asia pero esta vez en China, sería su próximo Arribo.
En la Superliga China integrándose al Tianjin Teda pero por razones contractuales debió volver a su país natal.
En 2012 tuvo un paso por el interior de buenos aires, en Atlético Argentino donde se consagraría campeón, finalizando este año y comenzando el 2013 marcharía a la ciudad de Cochabamba, Bolivia. Para disputar la Copa Simón Bolívar (Bolivia) en el club  Municipal Tiquipaya terminando terceros en el hexagonal final.
Y de ahí volvería al Viejo Continente, para por segunda vez formar parte de las líneas del Club Lemos donde Basualdo quiso ir a aportar su granito de arena, ante el descenso de dicho club.
Luego firmó contrato en el Club Aurora para reforzar de cara a la Copa Sudamericana 2015. 
En 2016 empezó el año en  Club sol de mayo  donde se espera que estará unos seis meses desde el 28 de enero por el torneo federal B.
En el año 2016 firmó por un año con el Club Deportivo Independiente de Río Colorado para afrontar el Torneo Federal B.
Luego de finalizar su contrato con el Club Argentino se desvincularía para firmar con el Portuguesa para disputar el Campeonato Brasileño de la Serie A2 De Brasil.
Actualmente Basualdo firmó por un año en el Club Social y Deportivo Carchá de la primera división De Guatemala.
Luego de un gran paso por el equipo ( defensa menos vencida de la temporada 2017-2018 )
Es transferido al Deportivo Malacateco de la Liga Nacional de Fútbol de Guatemala De Guatemala hasta 2019.
Del 2019 al 2020 jugó en el ascenso español y en la actualidad se encuentra en el ascenso del fútbol italiano Gallipoli calcio 1909.

## Clubes
| Club                          | País          | Año       |
| ----------------------------- | ------------- | --------- |
| Club Lemos                    | España        | 2008-2009 |
| Verín C. F.                   | España        | 2009-2010 |
| Daegu F. C.                   | Corea del Sur | 2010-2011 |
| Tianjin Teda                  | China         | 2011-2012 |
| Atlético Argentino            | Argentina     | 2012-2013 |
| C. M. Tiquipaya               | Bolivia       | 2013-2014 |
| Club Lemos                    | España        | 2014-2015 |
| Aurora                        | Bolivia       | 2015      |
| Sol de Mayo                   | Argentina     | 2016      |
| Independiente de Río Colorado | Argentina     | 2016      |
| Portuguesa                    | Brasil        | 2017      |
| C.S.D. Carchá                 | Guatemala     | 2017-2018 |
| Deportivo Malacateco          | Guatemala     | 2018      |
| Riotorto CF                   | España        | 2019      |
| Sociedade deportiva pol       | España        | 2019      |
| Gallipoli                     | Italia        | 2020      |
| castiadas calcio              | Italia        | 2020-2021 |

## Participaciones en Copas Internacionales
Club Aurora
Copa Sudamericana
 Bolivia
2015  